# MFBTY
MFBTY(My Fans Better Than Yours)는 대한민국의 혼성 힙합 그룹이다.

## 음반 목록
- 2013년 1월 : 《Sweet Dream》 (싱글 앨범)
- 2013년 9월 : 《살자 (The Cure)》 (MFBTY의 1집 앨범이자 드렁큰 타이거의 정규 9집 앨범)
- 2014년 12월 : 《Angel》 (싱글 앨범)
- 2015년 3월 : 《WondaLand》 (MFBTY의 2집 앨범)
- 2019년 11월 : 《Dream Catcher》 (MFBTY의 3집)

## 홍보대사
- 2016년 5월 대한사회복지회 홍보대사 위촉